# Waldbach
Waldbach est une ancienne commune autrichienne du district de Hartberg en Styrie. Elle a fusionné le 1er janvier 2015 avec la commune de Mönichwald pour former la commune de Waldbach-Mönichwald.